# Antiche unità di misura del circondario di Volterra
Sono qui riportate le conversioni tra le antiche unità di misura in uso nel circondario di Volterra e il sistema metrico decimale, così come stabilite ufficialmente nel 1877.
Nonostante l'apparente precisione nelle tavole, in molti casi è necessario considerare che i campioni utilizzati (anche per le tavole di epoca napoleonica) erano di fattura approssimativa o discordanti tra loro.
A causa del metodo inappropriato utilizzato nelle province toscane nel 1808 e a causa dell'impossibilità di reperire tutti i campioni originali, nel 1877 venne stabilito di utilizzare per le unità toscane i valori del 1808 però in forma approssimata.

## Misure di lunghezza
| Comuni                                | Denominazione      | Valore | Unità |
| ------------------------------------- | ------------------ | ------ | ----- |
| Tutti i comuni                        | Braccio fiorentino | 0,5836 | m     |
| Tutti i comuni                        | Passetto           | 1,1673 | m     |
| Tutti i comuni                        | Canna agrimensoria | 2,9181 | m     |
| Casale in Val di Cecina, Montescudaio | Passino            | 4,6690 | m     |

Il braccio si divide in 20 soldi, il soldo in 12 denari, il denaro in 12 punti.
Il passetto, misura da stoffe, è eguale a 2 braccia.
La canna agrimensoria, base della misura dei terreni, è eguale a 5 braccia.
Una misura di 4 braccia dicesi canna mercantile.
Il passino corrisponde a due canne mercantili, ossia ad otto braccia legali.

## Misure di superficie
| Comuni                                | Denominazione    | Valore  | Unità |
| ------------------------------------- | ---------------- | ------- | ----- |
| Tutti i comuni                        | Braccio quadrato | 0,3406  | m²    |
| Tutti i comuni                        | Quadrato         | 3406,19 | m²    |
| Bibbona, Montescudaio                 | Saccata          | 5058,19 | m²    |
| Casale in Val di Cecina, Guardistallo | Saccata          | 5109,29 | m²    |

Il quadrato, misura agraria, si divide in 10 tavole, la tavola in 10 pertiche, la pertica in 10 deche, la deca in 10 braccia quadrate.
La saccata di Bibbona si divide in tre staiate, la staiata in tre stiora pisane.
In Montescudaio e Guardistallo si usa anche talora dividere la staiata in 4 quartinate.
La saccata di Casale in Val di Cecina si ragguaglia a 15000 braccia quadrate.

## Misure di volume
| Comuni         | Denominazione | Valore | Unità |
| -------------- | ------------- | ------ | ----- |
| Tutti i comuni | Traino        | 397,6  | L     |
| Tutti i comuni | Braccio cubo  | 198,8  | L     |
| Tutti i comuni | Catasta       | 4771,1 | L     |

Il traino, misura del legname da costruzione, è di 2 braccia cube.
Il braccio cubo si divide in 6 braccioli o braccia di traino, il bracciolo in 12 once di traino, l'oncia di traino in soldi cubi 111 1/9, il soldo cubo in 27 quattrini cubi, il quattrino cubo in 16 denari cubi.
La catasta, misura per la legna da fuoco, è di 24 braccia cube e si divide in metà, terzi, quarti.
La catasta è rappresentata da un parallelepipedo rettangolo avente 6 braccia di lunghezza, 1 1/2 di larghezza, 2 di altezza.

## Misure di capacità per gli aridi
| Comuni         | Denominazione | Valore  | Unità |
| -------------- | ------------- | ------- | ----- |
| Tutti i comuni | Sacco         | 73,0886 | L     |
| Tutti i comuni | Staio         | 24,3629 | L     |
| Tutti i comuni | Quartuccio    | 0,3807  | L     |

Il sacco si divide in 3 staia, lo staio in 2 mine, la mina in 2 quarti, il quarto in 8 mezzette, la mezzetta in 2 quartucci.
Otto sacchi fanno il moggio.

## Misure di capacità per i liquidi
| Comuni                                          | Denominazione      | Valore  | Unità |
| ----------------------------------------------- | ------------------ | ------- | ----- |
| Tutti i comuni                                  | Barile da vino     | 45,5840 | L     |
| Tutti i comuni                                  | Fiasco da vino     | 2,2792  | L     |
| Tutti i comuni                                  | Quartuccio da vino | 0,2849  | L     |
| Tutti i comuni                                  | Barile da olio     | 33,4289 | L     |
| Tutti i comuni                                  | Fiasco da olio     | 2,0893  | L     |
| Tutti i comuni                                  | Quartuccio da olio | 0,2612  | L     |
| Pomarance                                       | Staio da olio      | 20,8002 | L     |
| Volterra e quasi tutti i comuni del circondario | Barile da olio     | 32,6860 | L     |

Il barile da vino si divide in 20 fiaschi, il fiasco in 4 mezzette, la mezzetta in 2 quartucci.
Due barili fanno una soma.
Due mezzette fanno un boccale.
Il barile da olio si divide in 16 fiaschi, il fiasco in 4 mezzette, la mezzetta in 2 quartucci.
Due barili fanno una soma.
Lo staio da olio di Pomarance si considerava del peso di 56 libbre.
Il barile da olio usato in Volterra pesa libbre 88.

## Pesi
| Comuni         | Denominazione | Valore | Unità |
| -------------- | ------------- | ------ | ----- |
| Tutti i comuni | Libbra        | 339,5  | g     |

La libbra si divide in 12 once, l'oncia in 8 dramme, la dramma in 3 denari, il denaro in 24 grani, il grano in 48 quarantottesimi.
100 libbre fanno un quintale.
150 libbre fanno un cantaro comune.
160 libbre fanno un cantaro per le lane ed i salumi.
1000 libbre la tonnellata.
La libbra mercantile serve per gli usi farmaceutici.
Il grano della libbra serve pure per gli orefici.
Quattro grani fanno un carato, peso speciale pei gioiellieri.